# Zbiornik Kamieński
Zbiornik Kamieński  (ukr. Кам'янське водосховище, dawniej: Zbiornik Dnieprodzierżyński, ukr. Дніпродзержи́нське водосхо́вище) – sztuczny zbiornik wodny na Dnieprze, na terenie obwodu kirowogradzkiego, obwodu połtawskiego i dniepropetrowskiego Ukrainy.
Zbiornik został utworzony przez zbudowanie Środkowodnieprzańskiej Elektrowni Wodnej, został napełniony w 1964. Powierzchnia zalewu wynosi 567 km², a objętość zgromadzonej wody – 2,45 km³. Długość zbiornika to 114 km, średnia szerokość – 5 km, największa głębokość – 16 m.
Wpływa do niego rzeka Worskla.